# Semeando Cidadania Futebol Clube
Semeando Cidadania Futebol Clube Ltda. é uma agremiação esportiva da cidade do Rio de Janeiro, fundada a 23 de agosto de 2006.

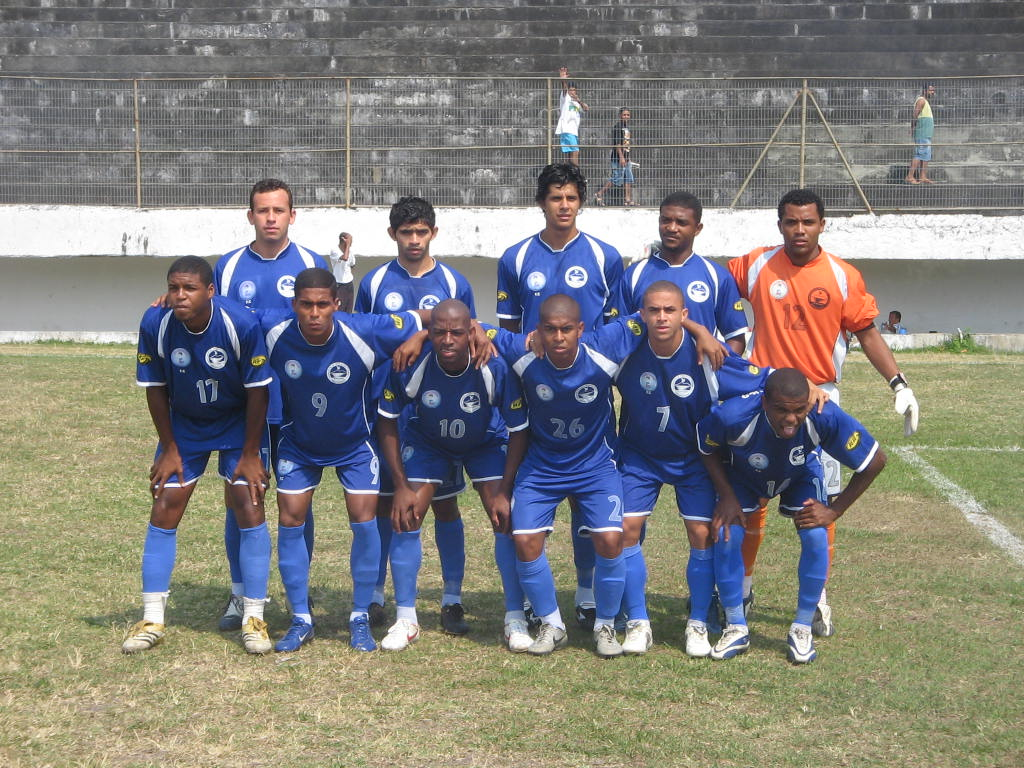
Equipe do Semeando Cidadania em 2007. Foto de Paulo Roberto Rodrigues

## História
Fundado e presidido pelo ex-vereador Nadinho, de Rio das Pedras, o clube estreou no Campeonato Estadual da da Terceira Divisão de Profissionais do estado do Rio de Janeiro em 2006, ficando em quarto na sua chave, e não conseguindo se classificar para a fase seguinte do certame.
Em 2007, na mesma divisão, é o segundo colocado em sua chave na fase inicial, se classificando para a seguinte, à qual consegue também a segunda colocação, atrás somente do Campo Grande Atlético Clube. Na terceira fase fica em terceiro, atrás de Aperibeense Futebol Clube e Teresópolis Futebol Clube, sendo eliminado da competição. 
Em 2008, não faz boa campanha, sendo logo eliminado na primeira fase, ao ficar em último lugar na sua chave.
Em 2009, pediu licença das competições por conta da falta de recursos e pela sequência de competições, proveniente da passagem de todas as divisões dos Estaduais para o primeiro semestre.
O assassinato do ex-vereador Josinaldo Francisco da Cruz, o Nadinho de Rio das Pedras, morto a 10 de junho de 2009, pode abreviar a existência do Semeando Cidadania Futebol Clube. A agremiação, fundada oficialmente em agosto de 2006, é parte de um projeto de inclusão social voltado para jovens carentes da favela de Rio das Pedras, a principal base política do parlamentar, na região de Jacarepaguá, Zona Oeste do Rio de Janeiro, iniciado dez anos antes.
Os primeiros frutos do projeto político foram colhidos em 2004, quando o ex-policial civil foi eleito vereador com 34.764 votos, o nono mais votado do município.
As cores do uniforme são azul, vermelho e branco. Costuma utilizar-se do estádio Eustáquio Marques, em Curicica, para mando de seus jogos.

## Fonte
- VIANA, Eduardo. Implantação do futebol Profissional no Estado do Rio de Janeiro. Rio de Janeiro: Editora Cátedra, s/d.